# Lady Vengeance
Série
Old Boy
(2003)
Pour plus de détails, voir Fiche technique et Distribution.
Lady Vengeance (친절한 금자씨, Chinjeolhan geumjassi) est un film sud-coréen réalisé par Park Chan-wook, sorti en 2005.
Ce film clôt un triptyque sur le thème de la vengeance, qui s'ouvre en 2002 avec Sympathy for Mister Vengeance et se poursuit en 2003 avec Old Boy.

## Synopsis
Injustement accusée du kidnapping et du meurtre d'un enfant, Lee Geum-ja se retrouve incarcérée dans une prison pour femmes et y prépare une vengeance envers le vrai coupable.

## Fiche technique
- Titre : Lady Vengeance
- Titre original : 친절한 금자씨 (Chinjeolhan geumjassi)
- Titre anglais : Sympathy for Lady Vengeance
- Réalisation : Park Chan-wook
- Scénario : Jeong Seo-gyeong et Park Chan-wook
- Production : Cho Young-wuk, Lee Chun-yeong, Lee Tae-hun et Miky Lee
- Musique : Choi Seung-hyeon, Jo Yeong-wook et Na Seok-joo
- Photographie : Chung Chung-hoon
- Montage : Kim Sang-bum et Kim Jae-bum
- Décors : Jo Hwa-seong
- Costumes : Jo Sang-gyeong
- Pays d'origine :  Corée du Sud
- Langue : coréen, anglais, japonais
- Format : couleur - 2,35:1 - DTS / Dolby Digital / SDDS - 35 mm
- Genre : Drame et thriller
- Durée : 115 minutes
- Dates de sortie :
  - Corée du Sud : 29 juillet 2005
  - France : 16 novembre 2005
- Film interdit aux moins de 16 ans lors de sa sortie en France

## Distribution
- Lee Young-ae (VF : Rafaèle Moutier) : Lee Geum-ja
- Choi Min-sik : monsieur Baek
- Go Su-hee : Ma-nyeo
- Kim Bu-seon : Woo So-young
- Kim Byeong-ok : Pasteur
- Kim Shi-hoo : Geun-shik
- Lee Seung-Shin : Park Yi-jeong
- Nam Il-woo : Détective Choi
- Oh Dal-soo : monsieur Chang
- Ra Mi-ran : Oh Su-hee
- Seo Yeong-ju : Kim Yang-hee
- Ko Chang-seok : l'époux de Woo So-young
- Song Kang-ho : un assassin
- Shin Ha-kyun : un assassin

## Bande originale
1. The Kind Ms. Geum-Ja
2. Praying Geum-Ja
3. Mind Your Own Business
4. Geum-Ja the Witch
5. Atonement
6. Sorrowful Fate
7. Serene Afternoon
8. Much Change
9. Bead Conversation
10. Seat for the Passing Angel
11. Separation
12. Jenny's Lullaby
13. Letter
14. Crime and Punishment
15. Pull the Trigger
16. The Most Wicked Cake in the World
17. Depressing Party
18. Mareta, Mareta No'm Faces Plorar (Mother, Mother, Don't Make Me Cry)
19. The Kind Ms Geum-Ja (Another Take)
20. Jenny's Lullaby (Another Take)

## Distinctions

### Récompenses
- Meilleur film "nouvelles tendances", Lionceau d'Or et Prix "cinéma du futur", lors de la Mostra de Venise 2005.

## Autour du film
- Lady Vengeance est le dernier volet d'un triptyque sur le thème de la vengeance, initié en 2002 avec Sympathy for Mr. Vengeance et poursuivi en 2003 avec Old Boy.